# Рахимов, Хашим
Хаши́м (Хашимджо́н) Рахи́мов (тадж. Хашимджон Рахимов; род. 19 сентября 1954, Душанбе) — советский и таджикский актёр, ассистент режиссёра и режиссёр дубляжа.

## Биография
Родился 19 сентября 1954 года.
Окончил актёрский факультет (мастерская народного артиста СССР, профессора С. Ф. Бондарчука) Всесоюзного Государственного института кинематографии (Москва, 1975).
В 1975—1981 гг. — актёр Таджикского Государственного музыкально-драматического театра им. Александра Сергеевича Пушкина (Ленинабад), в 1981—1987 гг. — актёр Таджикского Государственного театра драмы им. А. Лахути, в 1987—1993 гг. — ассистент режиссёра и режиссёр дубляжа киностудии «Таджикфильм», с 1993 года — актёр музыкально-драматического театра им. Камола Худжанди (Ходжент).

## Фильмография

### Актёр
1. 1975 — Они сражались за Родину — солдат
2. 1981 — Преступник и адвокаты — жених
3. 1982 — Сегодня и всегда — Ахмед
4. 1983 — Заложник — милиционер
5. 1983 — Подарок — Али
6. 1983 — Приключения маленького Мука — второй лекарь
7. 1985 — Друзей не выбирают — кинооператор (нет в титрах)
8. 1986 — Миражи любви — слуга (нет в титрах)
9. 1986 — Новые сказки Шахерезады
10. 1987 — Девушки из «Согдианы»
11. 1987 — Искупление — Арчабек
12. 1987 — Последняя ночь Шахерезады
13. 1987 — Случай в аэропорту — Бахор Мурадов
14. 1987 — Уходя, остаются — Ушмат (озвучен Александром Рыжиковым)
15. 1988 — Взгляд — Человек из ЦК ВЛКСМ
16. 1989 — Боль любви — Фирдавс
17. 1989 — Квартира
18. 1990 — Луковое поле
19. 1991 — Афганский излом — Гулахан
20. 1992 — Клевета
21. 1992 — Маленький мститель
22. 1993 — Четвёртая сторона треугольника